# Rogen

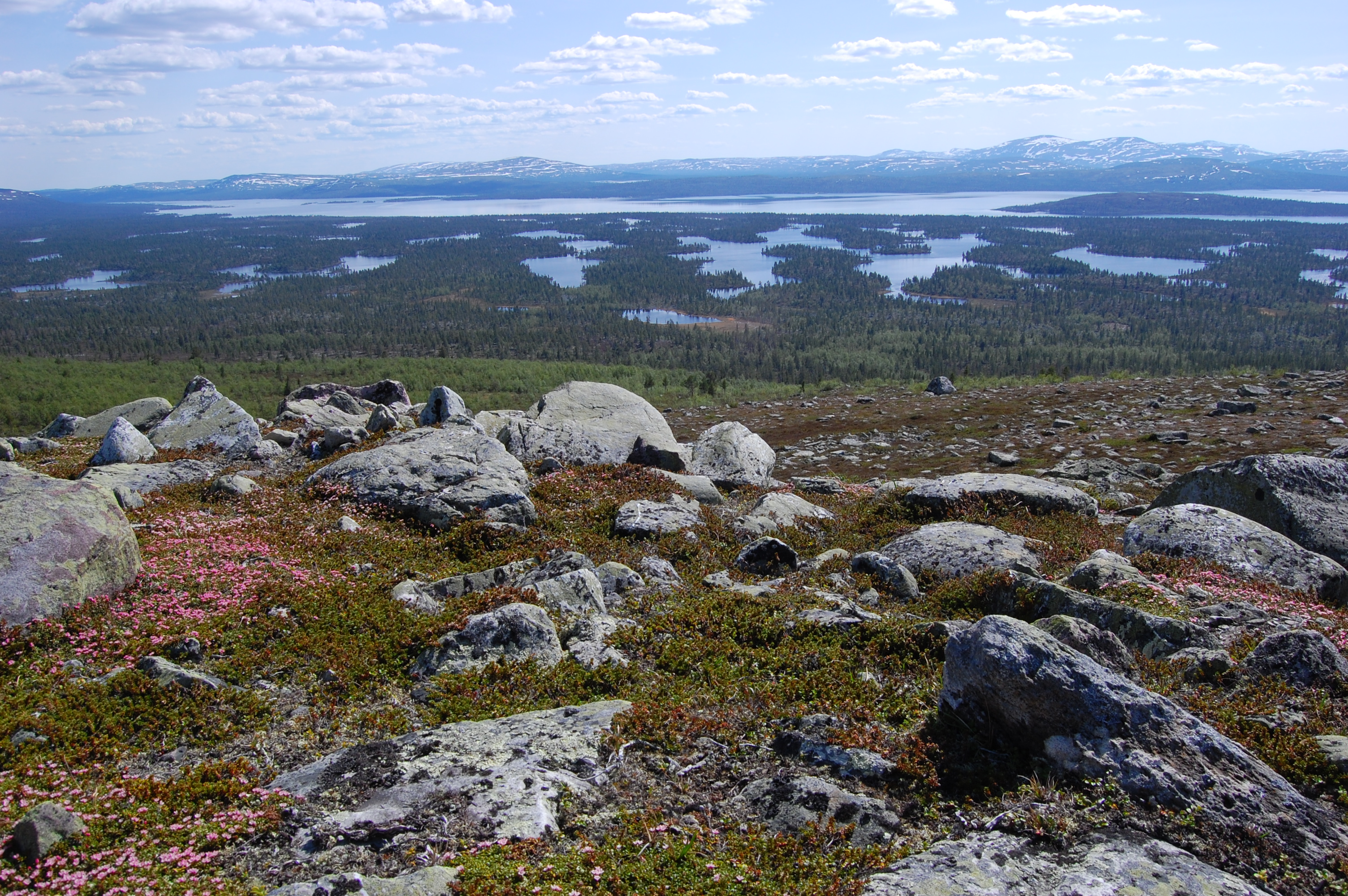
Rogen

Rogen är en sjö i västra Härjedalen i Sverige och delvis även i Norge. Sjön ligger på en höjd av 758 m ö.h., nedanför Bredåsjön, och har en area på 37 km². En mindre del av sjön ligger i Norge i Innlandet fylke och Trøndelag fylke, liksom dess utlopp ån Røa som följer fylkesgränsen och mynnar i Femunden. Genom att Femunden avvattnas av Femundselva/Trysilelva anses Rogen vara en källsjö till Klarälven.
Sjöns svenska del är belägen inom Rogens naturreservat. Den norska delen ligger i Femundsmarka nationalpark. Vid Kläppnäset upptäcktes 1998 en hällmålning nära stranden. Hällmålningen består av ca tio figurer varav den största är en 50 cm lång älgfigur.